# Scyphax nipponensis
Scyphax nipponensis là một loài chân đều trong họ Scyphacidae. Loài này được Nunomura miêu tả khoa học năm 1986.